# Plagiochila arcta
Plagiochila arcta là một loài rêu trong họ Plagiochilaceae. Loài này được S. Winkl. mô tả khoa học đầu tiên năm 1976.